# Присадски манастир
Присадският манастир „Свети Великомъченик Георгий“ или „Свети Георги“ (на македонска литературна норма: Присадски манастир „Свети Георгиј“) е средновековен православен манастир в централната част на Северна Македония. Манастирът е част от Преспанско-Пелагонийската епархия на Македонската православна църква. Разположен е над прилепското село Присад, по стария път за Велес, по Прилепското езеро. По-малката църква е изградена в 1953 година, а в 1964 година е изградена по-голямата.